# Neurochirurgická klinika Fakultní nemocnice Královské Vinohrady
Neurochirurgická klinika Fakultní nemocnice Královské Vinohrady (pavilon S1) je jedním z klinických pracovišť Fakultní nemocnice Královské Vinohrady a výuková základna pro posluchače  3. lékařské fakulty UK v Praze.  

## Charakteristika

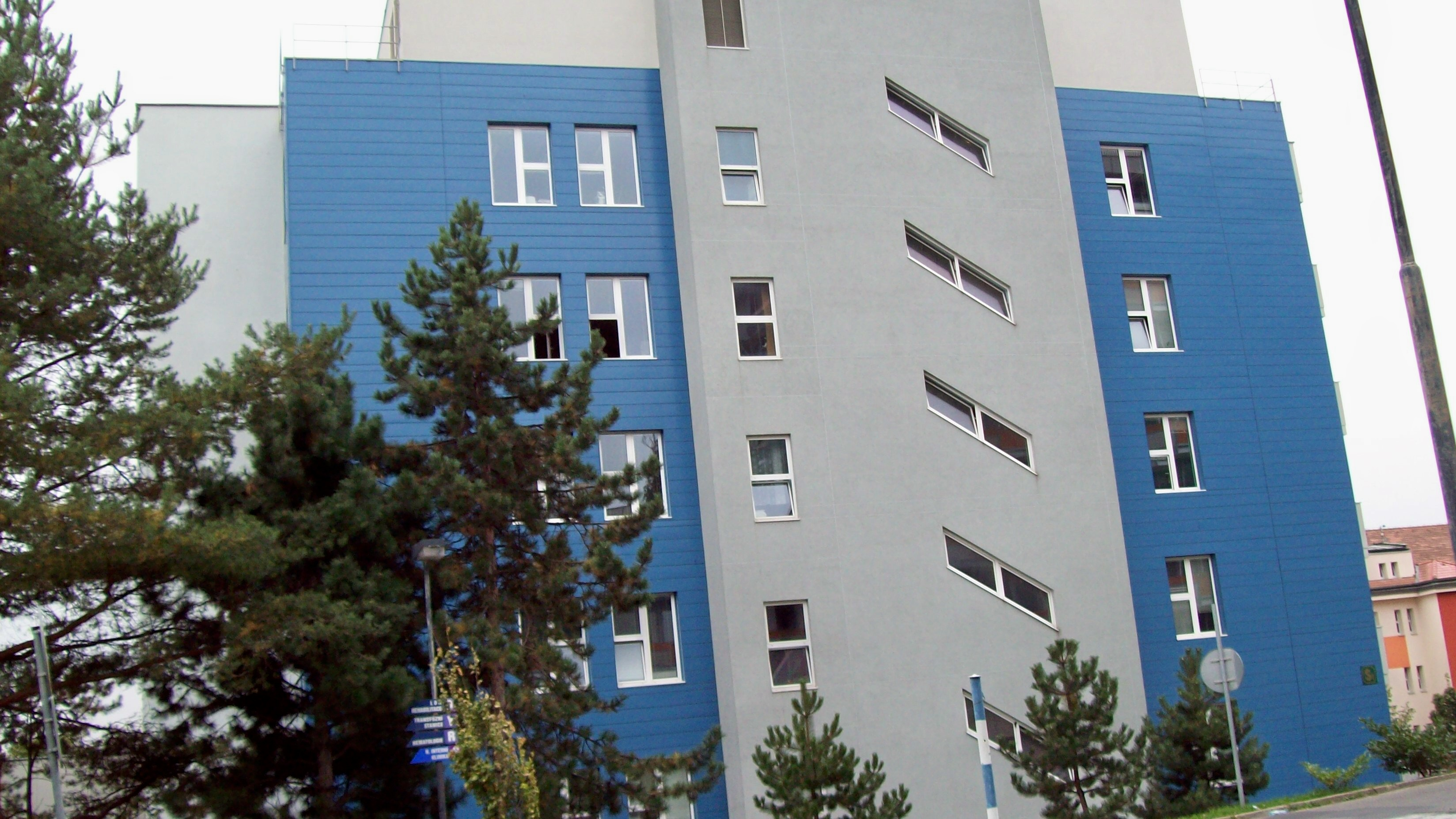
Pavilón S_{1} – sídlo neurochirurgické kliniky.

Klinika zajišťuje komplexní léčebně preventivní péči o traumaticky neurochirurgicky nemocné z Prahy a Středočeského kraje, v některých složitějších případech z celé republiky.   
Poskytuje celé spektrum neurochirurgické traumatologie, v nezbytných případech poskytuje i plánované  operace včetně nádorů spodiny lebeční a cévní neurochirurgie a výhřezů plotének. Klinika může komplexně řešit i úrazy periferních nervů. 
Jako součást 3. lékařské fakulty Univerzity Karlovy se podílí na výuce mediků a sester, činná je v oblasti vědy a výzkumu. Jako první pracoviště v Česku začala s používáním  zobrazovací metody při operacích zhoubných mozkových nádorů - operování pomocí speciální kontrastní látky (kys. delta-aminolevulová) s fluorescenčním mikroskopem (tzv. real-time navigace). Takový způsob operace s sebou přináší větší radikalitu a bezpečnost operace, tedy i delší přežití pacienta. V roce 2012 byla vůdčí pracoviště z hlediska výzkumu.
K roku 2013 klinika disponuje 28 standardními lůžky (z toho 4 nadstandardní) a 5 plně monitorovanými lůžky jednotky intenzivní péče. Jejím přednostou je prof. MUDr. Pavel Haninec, CSc.

## Adresa
Neurochirurgická klinika 

FN Královské Vinohrady

Šrobárova 50

100 34 Praha 10